# Milton Lorenzi Haney
Milton Lorenzi Haney, ameriški evangeličanski duhovnik in vojaški kaplan, * 25. januar 1825, † 20. januar 1922.
Haney je leta 1896 prejel medaljo časti, ko se je kot kaplan 55. illinoiškega pehotnega polka pridružil vojakov v boju med bitko za Atlanto.